# Al Garrahi (huyện)
Huyện Al Garrahi là một huyện thuộc tỉnh Al Hudaydah, Yemen. Đến thời điểm năm 2003, huyện này có dân số 89163 người